# آمادا-غزه
آمادا-غزه (به لاتین: Amada-Gaza) یک منطقهٔ مسکونی در جمهوری آفریقای مرکزی است که در مامبره کادئی واقع شده‌است.